# Taxodiaceae
Taxodiaceae is een botanische naam in de rang van familie. Een familie onder deze naam werd tot vrij kort geleden regelmatig erkend door systemen voor plantentaxonomie, maar tegenwoordig worden deze planten (bijna allemaal) ingedeeld bij de Cupressaceae.  
Doorlopende vraag was altijd of Sciadopitys verticillata al dan niet tot de familie gerekend diende te worden (eventueel als eigen onderfamilie), of een eigen familie (Sciadopityaceae) diende te vormen. Tegenwoordig geniet dit laatste standpunt grote steun.
Sciadopitys niet meegerekend werden de volgende geslachten tot de familie gerekend:
- Athrotaxis
- Cryptomeria
- Cunninghamia
- Glyptostrobus
- Metasequoia
- Sequoia
- Sequoiadendron
- Taiwania
- Taxodium

Dit zijn alle naaldbomen, met een gezamenlijke wereldwijde verspreiding in de gematigde streken. Aan de hand van fossielen is te zien dat de famile in het verleden belangrijker was. Al de bomen in deze familie kunnen hoog worden en bruikbaar hout leveren.